# Sevordiq
Els Sevordiq foren una muntanyesos de la part nord-oriental d'Armènia, a l'oest de la província d'Uti (i oest del districte de Gardman), cap a Shamkor i els límits del Gugarq, a l'oest, i l'Artsakh al sud. El seu nom volia dir "fills negres" i eren probablement d'origen aghuà barrejats amb georgians, armenis i àrabs. La regió era conocida com Shaksen.
Apareixen per primera vegada com a poble quan vers el 855 Bogha al-Khabir va atacar el principat de Siunia Oriental governat per Vasaces i son germà Asoci. Els atacats es van refugiar a la fortalesa de Balk que, si bé no va poder ser ocupada, va patir molt, i Vasaces va fugir a Kotaiq i finalment al Gardman on el príncep local, l'ixkhan Ketridj, el va empresonar i el va entregar a Bogha; també el seu germà Asoci fou fet presoner poc després. Però la traïció de Kutridj no li va servir per lliurar-se de Bogha doncs aquest va entrar al principat i el va fer presoner; després va envair l'oest de la província d'Uti i va fer presoner a Esteve Kun senyor dels Sevordiq. Avançat el 855 Bogha va anar a Samarra. Allí estaven tots els prínceps armenis que havia derrotat i entre ells Esteve Kun dels Sevordiq i Ketridj de Gardman. Esteve fou executat per una venjança personal del califa.
A una època indeterminada entre el 880 i el 890 els Sevordiq, es van sotmetre a l'autoritat d'Asoci I el Gran. Un Georg, senyor dels Sevordiq va morir el 899.
Vers el 903 Yusuf al-Sadji va saquejar la província d'Uti, part de l'Aghuània i el país dels Sevordiq, (entre Shamkor i Gugarq). El nakharar dels Sevordiq, Jordi (Georg) va resistir l'atac però fou derrotat i fet presoner essent enviat a Phaitakaran on hi havia Diwdad, que va oferir alliberar-lo si es convertia, i com que no ho va fer el va fer matar.
El 910 Yusuf va combatre contra Simbaci I el Màrtir. El combat decisiu es va lliurar a Nig, al nord d'Erevan, al lloc concret de Tzknavadjar (el mercat de peixos) i Yusuf va obtenir la victòria al desertar els contingents dels Sevordiq de l'exèrcit reial. Yusuf va quedar amo absolut del nord d'Armènia.
Movsès vers el 922 i Amrantzalik des de l'any 922 givernaren probablement sobre els Sevordiq o almenys sobre algun districte d'Uti.
La reina Khosrovanush va fundar alguns monestirs (Sanahín i Halbat) en territori dels Sevordiq (961 i 967).
El 982 Gurguèn Bagratuní que havia rebut del pare Asoci III el Misericordiós el feu de Taixir amb Lorí com a capital va tenir dins el seu feu el país del Sevordiq. Aquesta dinastia (reis korikian de Lorí i també reis dels Aluanq o Aghuans i reis de Tzoroget) va durar del 982 fins a la meitat del segle xiii.